# Higashihiroshima, Hiroshima
Higashihiroshima (東広島市 Higashi-hiroshima-shi) là một thành phố thuộc tỉnh Hiroshima, Nhật Bản.